# 吉田城 (三河國)
吉田城（日语：／ Furumiya-jō *）是一座位於日本愛知縣豐橋市今橋町（舊為三河國渥美郡今橋）的城。續日本100名城之一。
吉田城的前身修築於戰國時代的16世紀初期，在該世紀末進行大改修。戰國時期是支配三河的重要據點之一，江戶時期為三河吉田藩的政治中心。在築城之初稱作今橋城，明治維新之後，因吉田藩改名豐橋藩，因此曾名為豐橋城。城名在《牛窪記》記載為吉祥廓，《宮島傳記》記載為峯野城，《今橋物語》記載為齒雜城。

## 歷史

### 中世
永正2年（1505年），為了防範安祥城松平長親和國人眾戶田氏的勢力擴張，今川氏親命牧野古白在當時被稱作今橋的地方築城。翌年古白敗於戶田憲光，該城因此陷落，牧野一族也因此離散。同16年（1519年），牧野成三驅逐户田宣成，並進入吉田城。《三河國聞書》記載大永2年（1522年）牧野信成將今橋城改為吉田城。享祿2年（1529年），松平清康從岡崎舉兵攻打吉田城，由信成為首的牧野氏一族大多都戰死而失去吉田城，之後清康命牧野成敏鎮守吉田城。
天文6年（1537年），與今川氏結盟的户田氏攻略吉田城，由户田宣成擔任城主。同15年（1546年），收到牛久保城城主牧野保成請求的今川氏攻陷吉田城，之後分別由天野景貫、朝比奈輝勝、伊東元實、小原鎮實擔任城主，期間對寺社進行寄進、建設和實施傳馬制等都市整備。永祿3年（1560年），今川義元在桶狹間戰死。同5年（1562年），松平元康向吉田城進攻。同8年（1565年），小原鎮實開城投降，元康指派酒井忠次擔任城主。
天正16年（1588年），忠次將家督傳給嫡子酒井家次後隱居。兩年後家康移封至關東，酒井氏也隨著移封至下總國臼井城。池田輝政奉豐臣秀吉的命令擔任吉田城城主，於同年9月上旬入城。入城後的輝政擴張城地、修繕城池、整備市街、創立船町、將吉田大橋改為木橋、為了治水而建築鎧堤。輝政以本丸為中心並沿著豐川建造半圓形的二之丸跟三之丸，將本丸的堀規劃為空堀；在三之丸外圍配置武家屋敷，其中以土壘跟堀區隔；在武家屋敷外側設置町地，其中也是以土壘跟稱為總堀的堀區隔。本來總堀是規劃成空堀，但於承應3年（1654年）小笠原忠知在東方2公里處建造"向山池"，並將該池引水，使之變水堀，增加提供民生用水和農業用水的功能。慶長6年（1601年），輝政移封至播磨國姬路，吉田城被設為三河吉田藩的藩廳。

### 近代
明治4年（1871年），廢城。同6年（1873年），因火災造成多個建築燒毀。同9年（1876年），太鼓櫓等20棟殘留的建物拆除。同18年（1885年），步兵第18連隊駐紮在城內。二戰後在三之丸處設立豐橋公園跟豐橋市公所，昭和29年（1954年），在本丸的西北側建造模擬鐵櫓。
平成29年（2017年），入選為續日本100名城（151號）。
令和4年（2022年），以「本丸・二之丸・三之丸」、豐城中學校北側的「水門跡」、「總堀土壘」三個遺跡合為的「吉田城址」被列為豐橋市指定史跡。

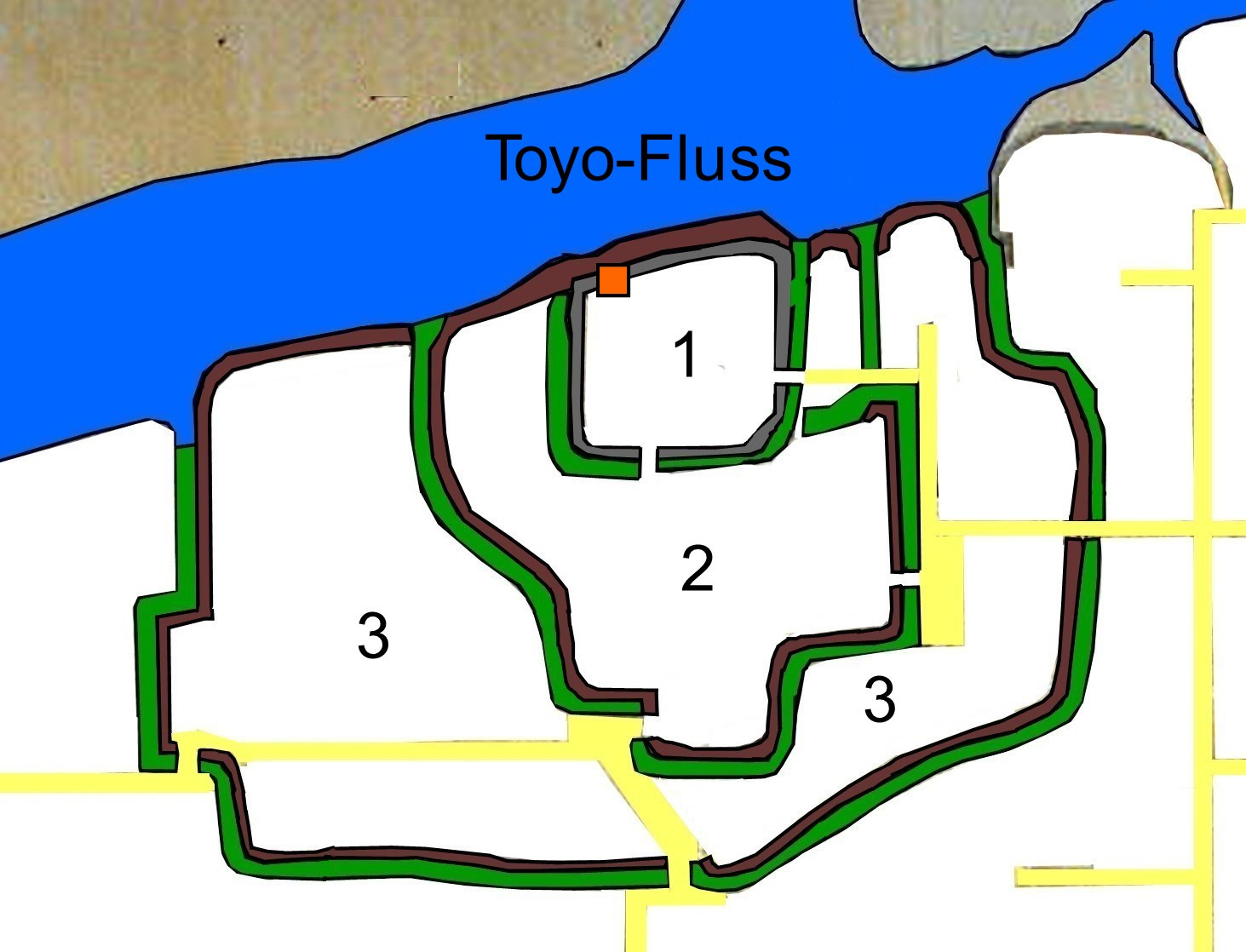
1.本丸 2.二之丸 3.三之丸
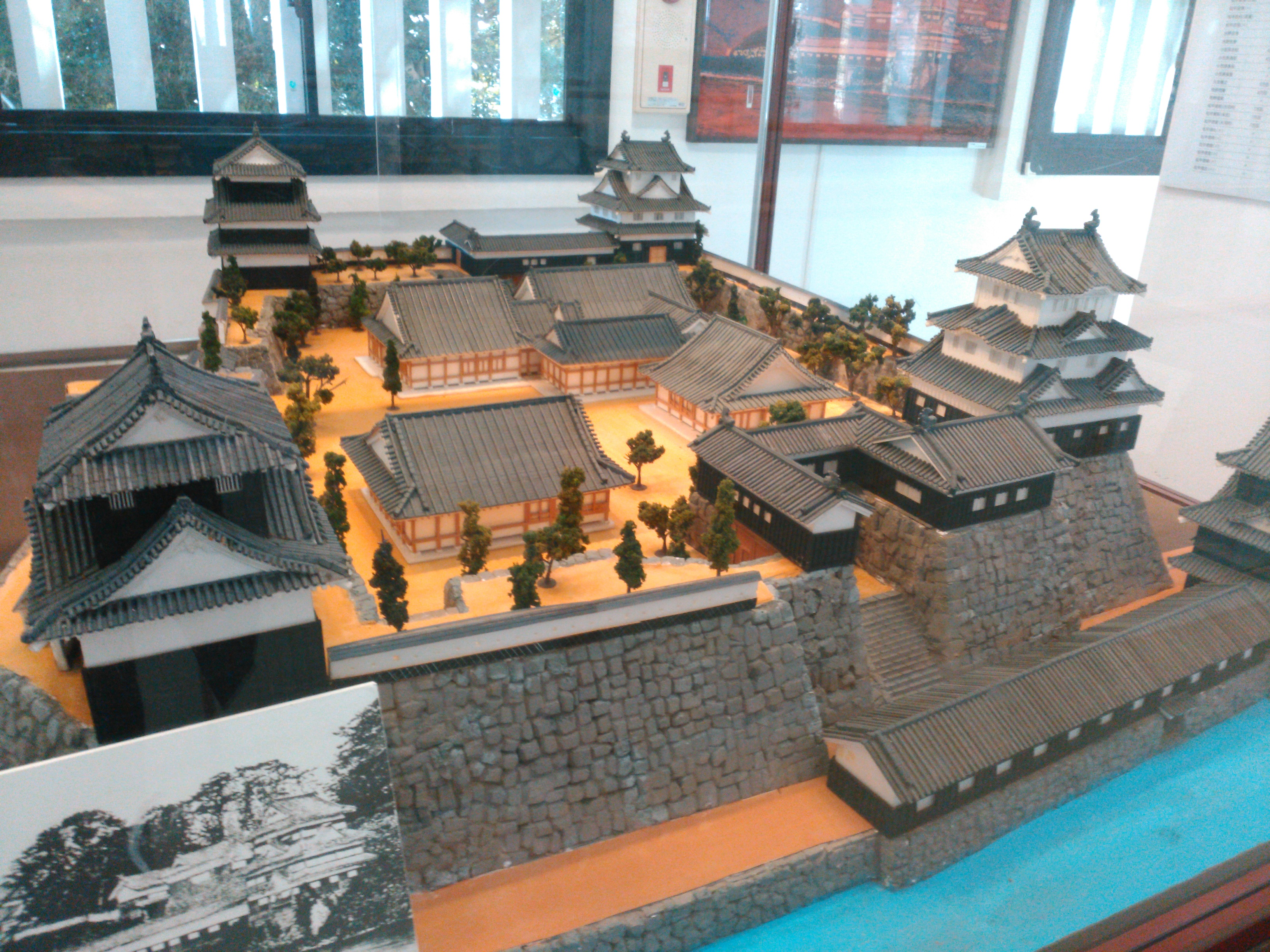
吉田城復元模型。現在只重建右前方的鐵櫓
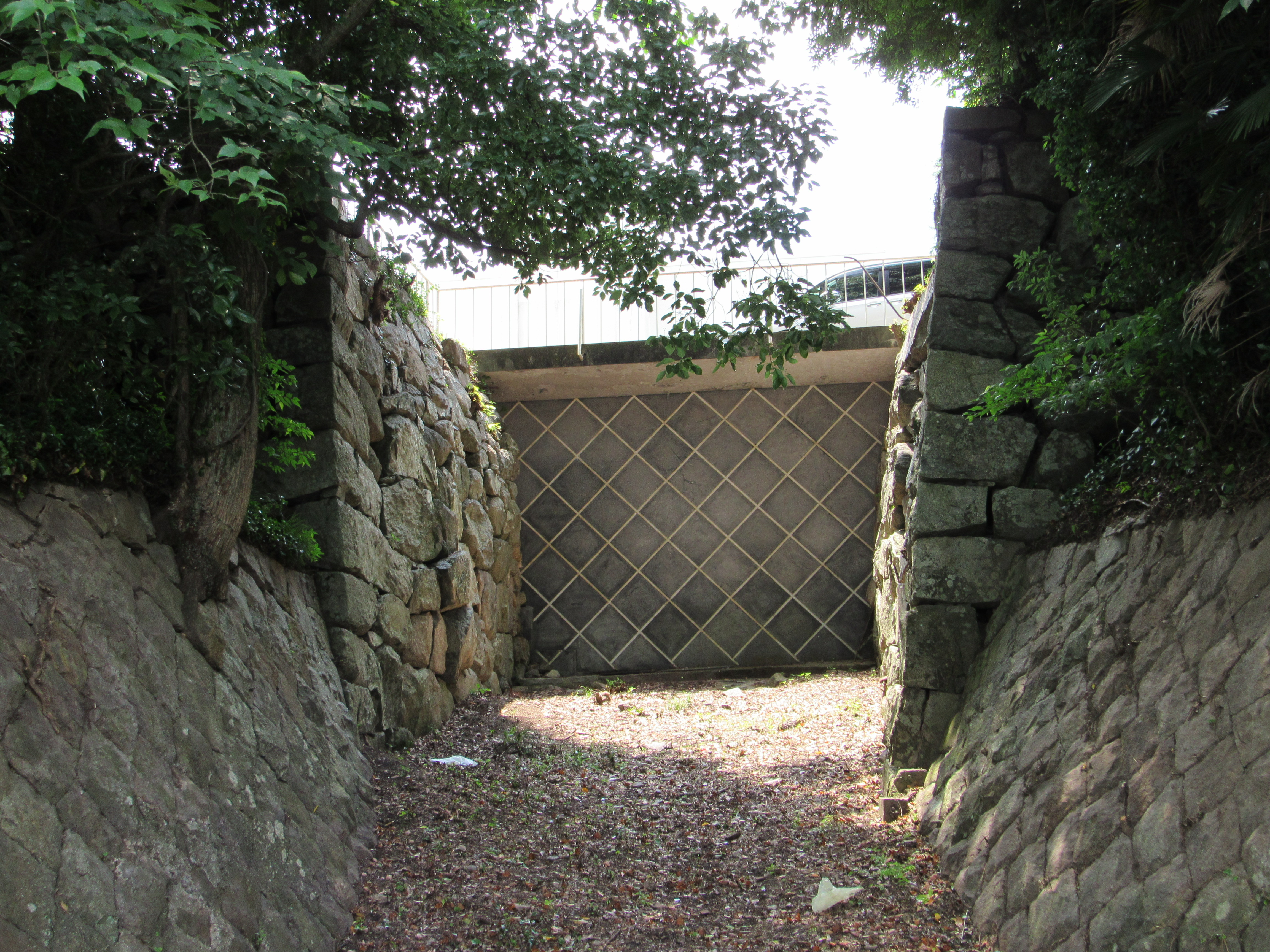
水門跡

## 構造
吉田城位在豐川跟朝倉川的合流點，於豐川的左岸。最盛期的面積為東西約1400公尺、南北約700公尺，在東海道上僅次於岡崎城，比名古屋城大。北面面向豐川，東面配置兩重堀，南面的總堀外側是東海道，西面是以總堀和段丘崖構成的兩層防衛線。

### 三之丸
現今在豐橋公園南方殘留的土壘為三之丸的外緣，南側的道路為堀跡。在豐城中學校的北側現存「水門跡」，該門推測能由豐川直接進入城內。在三之丸外圍的總堀經過調查後，發現該堀的規模為寬約14公尺，深約3公尺。。

### 二之丸
東側為藩主御殿，西側設有庭園、射箭場。現今雖已被整地，但當時是利用石垣、土牆和堀規劃空間，目前唯一殘留位在東側、呈現南北走向的土壘。南側為評定櫓，現今殘留石碑。東北側為金柑丸，南北細長狀、在東側和北側設有土壘。該位置因視為在本丸、二之丸、三之丸的中繼站，推測金柑丸作為馬出使用。

### 本丸

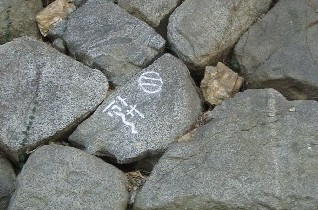
刻有土佐藩的本丸石垣

除了西側外，其餘三側都設有虎口。四隅都設有櫓，分別為三重櫓的鐵櫓、千貫櫓、辰巳櫓和二重櫓的入道櫓。現今除了西北側的鐵櫓外，僅殘存石垣。中間的廣場為本丸御殿，德川家康、德川秀忠、德川家光等皆有宿泊記錄。在本丸南北側之多門附近的石垣中可看到多個刻印，這些刻印是在天下普請時的產物。慶長17年（1612年），身為藩主的松平忠利參加名古屋城普請，剩餘的石材用來當作吉田城的建造用材。
近年調查確認南多門的石垣高約12.6公尺，與鐵櫓下的石垣（高約12.7公尺）同個規模，前者採用花崗岩以野面積方式建在南側空堀的斜面上。豐橋市文化中心認為該石垣建於江戶時代初期，猜測當時城主松平忠利在建築本丸御殿時，順便整備石垣。另一方面有學者認為是在輝政時期建成，該石垣建造方式為安土桃山時期所採用的。
從北側的多門出去，可看到東西側的入道櫓和川手櫓。櫓群、豐川、吉田大橋的景色為多個浮世繪的主題，是東海道其中之一的名景。

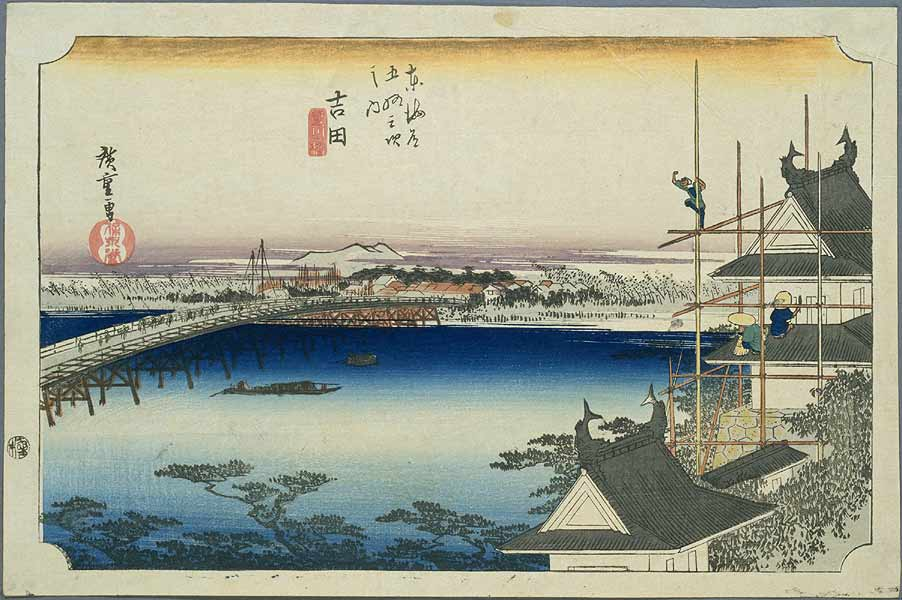
歌川廣重『東海道五十三次之內』（保永堂版）
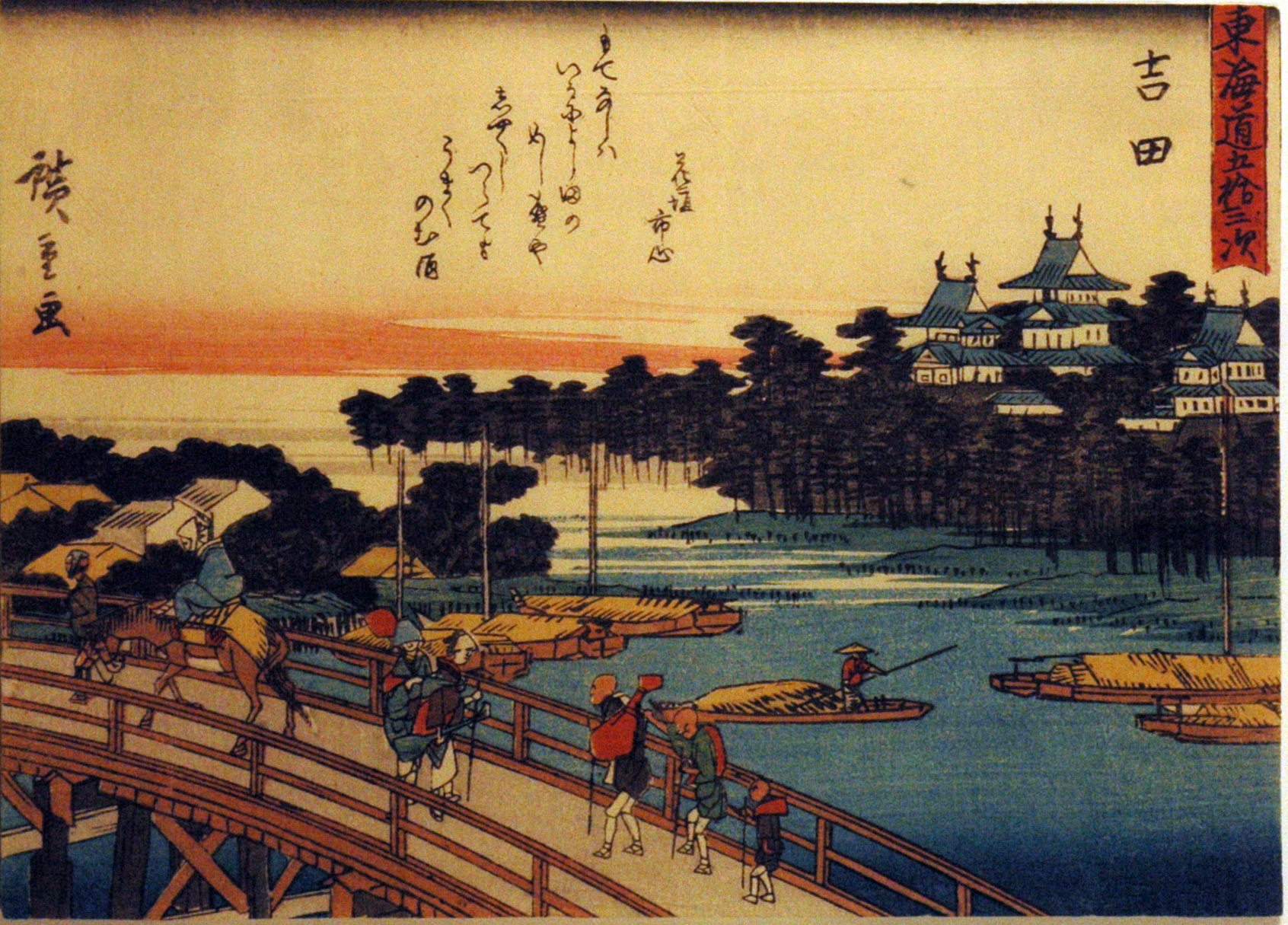
歌川廣重『東海道五十三次』（狂歌入）
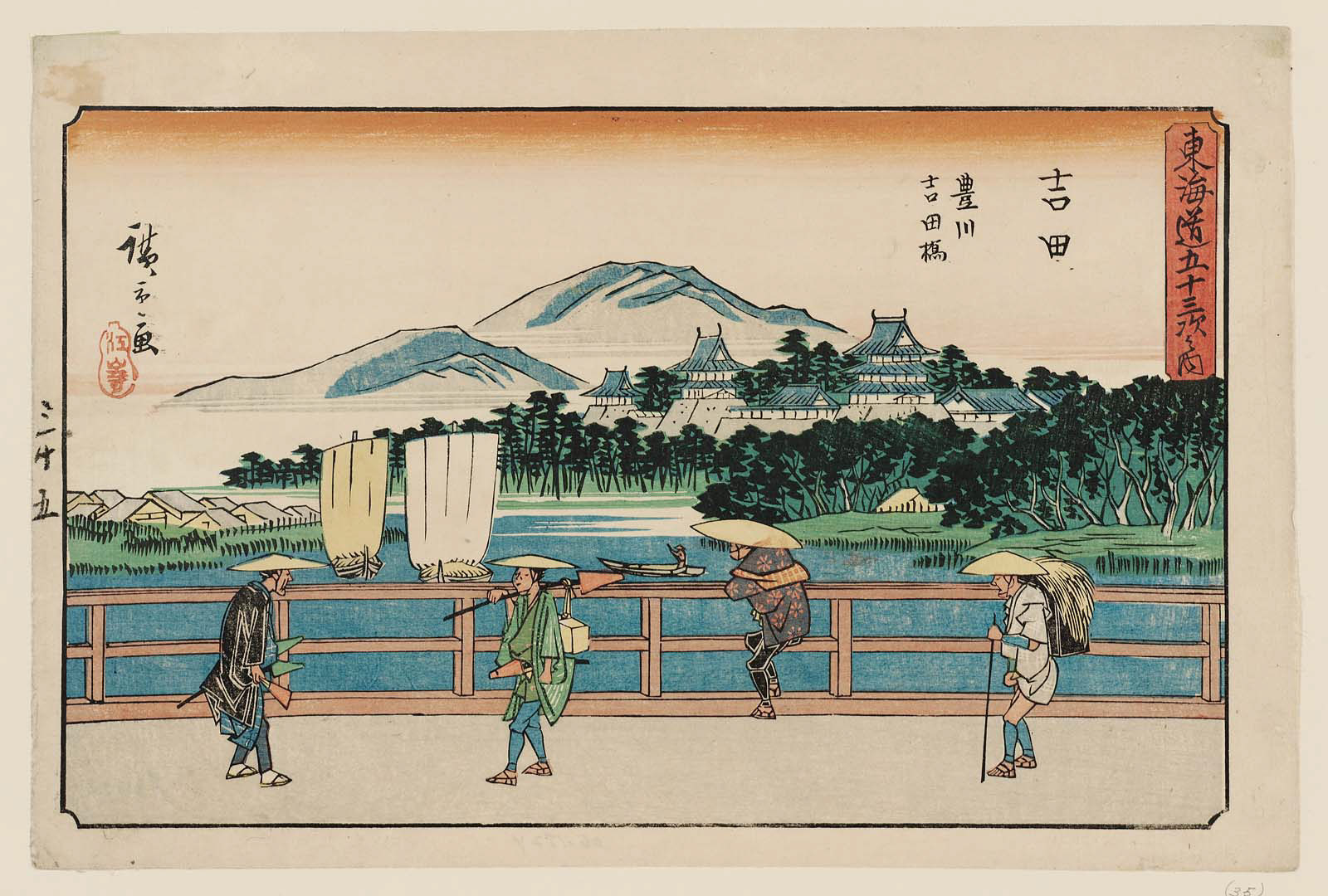
歌川廣重『東海道五十三次之內』（行書版）
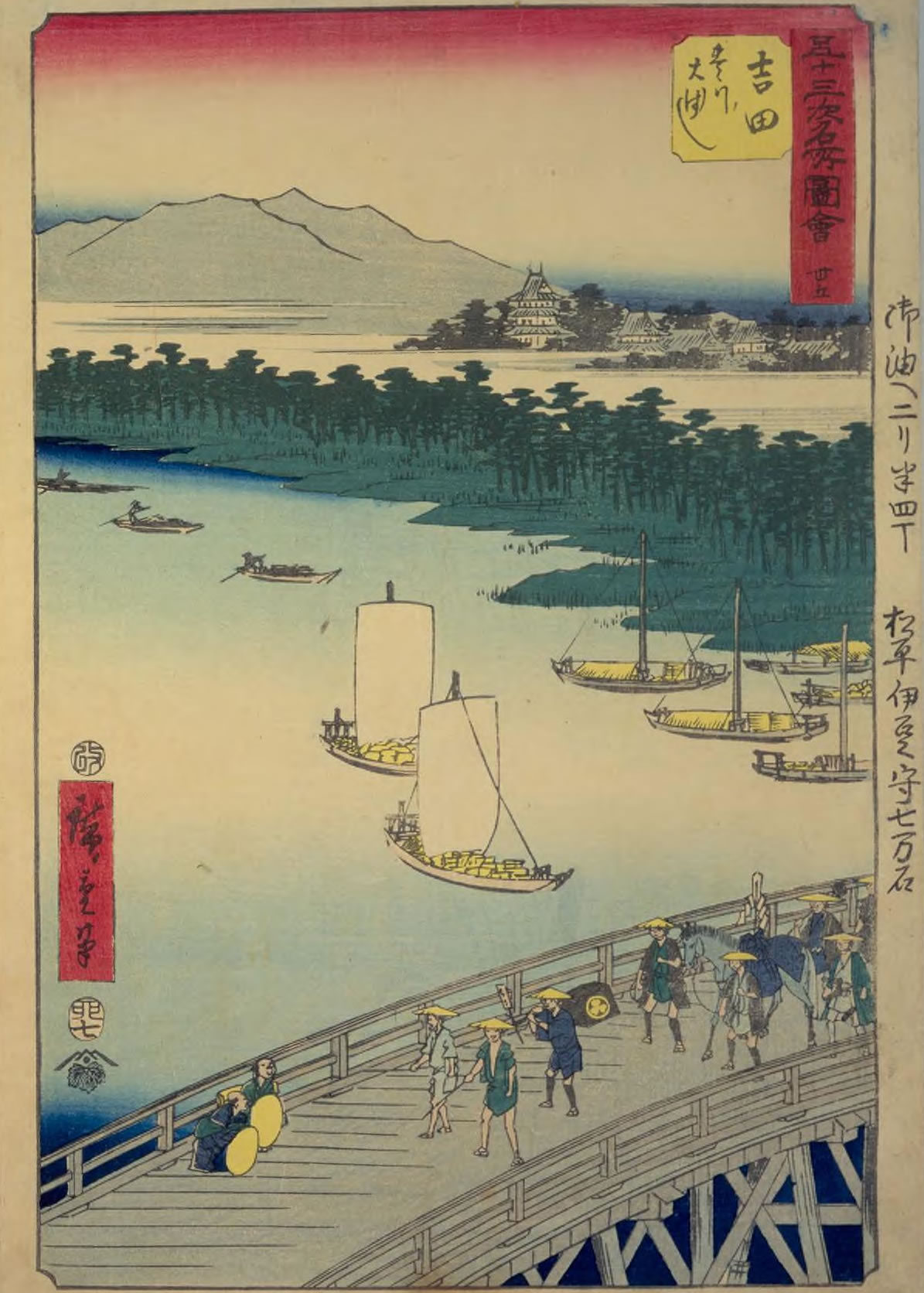
歌川廣重『五十三次名所圖繪』（豎繪）

## 歷代城主
| 就任期間   | 氏族     | 城主       |
| ---------- | -------- | ---------- |
| 1505～1506 | 牧野氏   | 牧野古白   |
| 1506～不明 | 戶田氏   | 戶田憲光   |
| 不明～1519 | 戶田氏   | 户田宣成   |
| 1519～不明 | 牧野氏   | 牧野成三   |
| 不明～1529 | 牧野氏   | 牧野信成   |
| 1529～1537 | 牧野氏   | 牧野成敏   |
| 1537～1546 | 戸田氏   | 户田宣成   |
| 1546～不明 | 天野氏   | 天野景貫   |
| 1546～不明 | 朝比奈氏 | 朝比奈輝勝 |
| 1546～不明 | 伊東氏   | 伊東元實   |
| 不明～1565 | 小原氏   | 小原鎮實   |
| 1565～1588 | 酒井氏   | 酒井忠次   |
| 1588～1590 | 酒井氏   | 酒井家次   |
| 1590～1601 | 池田氏   | 池田輝政   |

江戶幕府成立後，吉田城由譜代大名支配，藩主列表可參照「歷代藩主」。

## 註解
1. ↑  另一說法是於明應6年（1497年）築城。

## 外部連結
- 吉田城 （页面存档备份，存于） - 豐橋市公所網站
- 吉田城（豊橋公園内） （页面存档备份，存于） – 愛知縣官方觀光網站
- NPO法人 吉田城復原築城展望會 （页面存档备份，存于）